# Mast- und Schotbruch!
Mast- und Schotbruch! ist eine US-amerikanische Filmkomödie aus dem Jahr 1933 von Lloyd Bacon mit Joe E. Brown und Jean Muir in den Hauptrollen. Der Film wurde von First National Pictures produziert.

## Handlung
Der Seemann Handsome Callahan ist ein Angeber, der mit seinen angeblichen Fähigkeiten prahlt. Dummerweise muss er sein angebliches Boxtalent in einem Kampf gegen einen anderen Kameraden beweisen. Handsome droht zu verlieren und kann nur durch eine Ablenkung seines Gegners gewinnen. Dem Offizier Duke werden ein Paar Babyschuhe, die er von seiner Verlobten geschenkt bekam, gestohlen. Die Schuhe werden Handsome untergeschoben, der beim Landgang von Dukes Verlobter, Helen Farnsworth, angefahren wird. Dabei fallen die Schuhe aus Handsomes Gepäck. Nun versucht Handsome, die Schuhe als Geschenk für Helen zu erklären. Die jedoch erkennt die Schuhe und damit Handsomes Lügengeschichte. Um ihm eine Lektion zu erteilen, nimmt sie ihn mit nach Hause.
Helens Vater, Admiral Farnsworth, gibt ein Abendessen für Navy-Offiziere. Helen bittet die anderen Offiziere, Handsome als alten Freund zu begrüßen. Der Offizier Williams ist ein Spion und stiehlt die Pläne einer Erfindung von Duke. Duke hat einen vollautomatischen Roboterpiloten entwickelt, der das Flugzeug zum Startort zurückbringt. Duke entdeckt den Diebstahl und Handsome macht sich an die Verfolgung des Diebes. Williams will mit einem Flugzeug entkommen, doch Handsome gelangt an Bord und schlägt ihn k. o. Er findet die Pläne und springt mit dem Fallschirm ab. Während Handsome auf einem verlassenen Schiff landet, das als Ziel für Bombenübungen dient, landet der Roboterpilot das Flugzeug auf dem Flugplatz. Williams kann festgenommen werden. Handsome kann der Bombardierung unverletzt entkommen und wird für seinen Einsatz befördert. Er schwört, nie wieder zu lügen – bis zur nächsten Gelegenheit.

## Produktion

### Hintergrund
Gedreht wurde der Film in den Warner-Studios in Burbank sowie an Bord des Flugzeugträgers Saratoga, der in San Francisco vor Anker lag. Weitere Szenen wurden auf sechs weiteren Schlachtschiffen der US-Navy gedreht, bei denen bis zu 1.000 Seeleute als Komparsen auftraten.

### Stab
Anton Grot oblag die künstlerische Leitung. Orry-Kelly war für das Kostümbild zuständig. Leo F. Forbstein dirigierte das Vitaphone-Orchester.

### Besetzung
In kleinen nicht im Abspann erwähnten Nebenrollen traten Ward Bond, George Chandler, Henry O’Neill, Jack Pennick, Purnell Pratt und Joe Sawyer auf.

## Veröffentlichung
Die Premiere des Films fand am 29. November 1933 in New York statt. In der Bundesrepublik Deutschland wurde er am 14. Oktober 1996 im deutschen Fernsehen ausgestrahlt.

## Kritiken
Das Lexikon des internationalen Films schrieb: „Recht unterhaltsame Komödie, die zum Teil einem amerikanischen Flugzeugträger gedreht wurde.“
Die Filmzeitschrift Cinema bezeichnete die Gags als absurd.
Mordaunt Hall von der The New York Times befand, die absurden Eskapaden der Hauptfigur würden ihren Zweck, das Publikum zum Lachen zu bringen, erreichen.